# Hochgitzen
Der Hochgitzen ist eine Erhebung von 676 m ü. A. Höhe in der Gemeinde Bergheim im Land Salzburg. Er gehört zu den Ausläufern der Salzkammergut-Berge am Übergang zum Alpenvorland.
Die Salzburger Hörfunksender Radiofabrik 107,5 und Antenne Salzburg betreiben am Gipfel eine Sendeanlage.

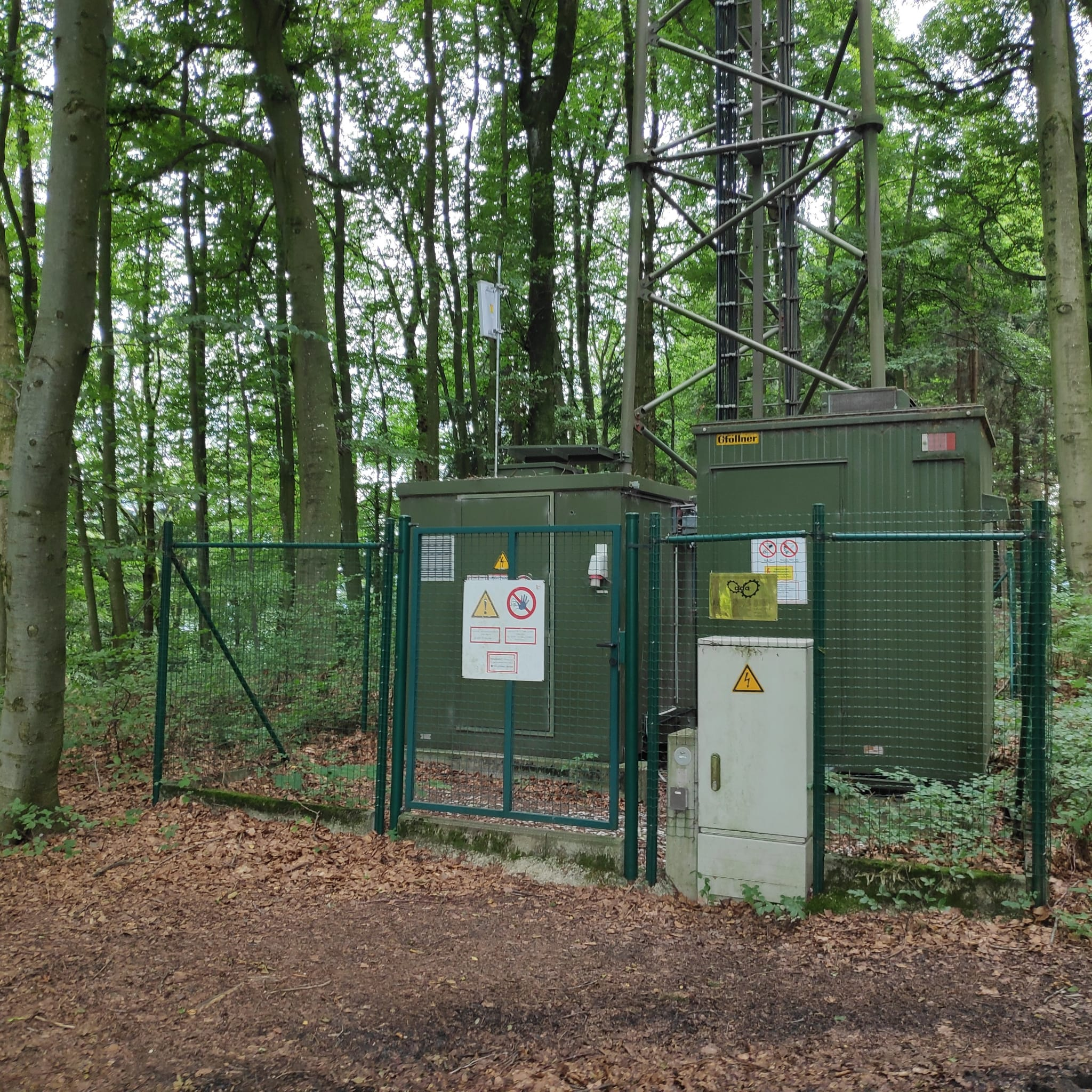
Sendeanlage am Hochgitzen